# Anna Christie (film 1930 Brown)
Anna Christie è un film del 1930, diretto da Clarence Brown. L'anno dopo, la MGM produsse in Germania Anna Christie, una versione tedesca del film diretta da Jacques Feyder con protagonista sempre Greta Garbo, ma con un cast diverso di attori.
Il dramma di  Eugene O'Neill, andato in scena a New York il 2 novembre 1921, era già stato portato sullo schermo nel 1923 da un altro Anna Christie interpretato da Blanche Sweet. George F. Marion, uno degli interpreti principali a Broadway, rifece lo stesso ruolo (quello del padre della protagonista) anche sullo schermo, sia nella versione del 1923 che in quella del 1930.

## Trama
(La prima battuta della Garbo nel film e una delle sue citazioni più famose)
Il vecchio marinaio Chris Christofferson vive in una chiatta insieme a Marthy Owens, un'ubriacona sua compagna di bevute. Una sera, nella taverna dove sono soliti recarsi, Chris riceve una lettera da parte della figlia Anna che non vede da quindici anni, la quale gli scrive per informarlo che quella sera stessa si recherà all'indirizzo della taverna per incontrarlo. Marthy, che ha sentito Chris leggere la lettera ad alta voce, lo tranquillizza dicendogli che cederà il suo posto nella chiatta ad Anna, anche se riluttante. Chris si allontana dalla taverna e in quel frangente entra Anna che desta la simpatia di Marthy, divertita dal suo approccio all'alcol. Anna la invita a sedersi con lei e le offre da bere; nel mentre Marthy scopre che si tratta proprio della figlia di Chris. Anna le racconta di essere stata male, trascorrendo due settimane di convalescenza in ospedale e che ora cerca ospitalità da parte del padre anche se non ha idea di come sia, visto che l'ha abbandonata quando era troppo piccola per ricordarlo. Marthy la tranquillizza riguardo l'indole di Chris e lo va a informare dell'arrivo della figlia, per poi dirigersi verso la chiatta e portare via le sue cose. Chris accoglie la figlia benevolmente, mentre Anna scopre che in realtà il padre vive in una chiatta e non in una nave come le aveva scritto e per questo pensa di scappare via, ma decide di dargli comunque un'altra possibilità. Infatti poco tempo dopo Anna si innamora del mare e dello stile di vita che ne comporta.
Una notte viene ripescato in mare un marinaio di nome Matt Burke che si rivela essere un uomo rude e dai modi rozzi. Anna presto se ne innamora e durante un'uscita al luna park entrambi confessano i propri sentimenti e il desiderio di sposarsi; in quel frangente compare Marthy che saluta Anna, ma la seconda finge di non conoscerla perché sa di aver dato troppo confidenza alla donna durante il loro primo incontro e quindi degli indizi riguardo al suo passato promiscuo. Matt cerca allora di scacciare malamente Marthy, ma alla fine Anna rivela di conoscerla e così Matt offre da bere a Marthy per allontanarla.
Un giorno Matt parla a Chris riguardo ai suoi progetti di matrimonio con Anna, ma Chris si oppone all'idea che la figlia sposi un marinaio e i due si scontrano. Anna irrompe e dice a Matt di essere il primo uomo di cui si sia mai innamorata, lo bacia e gli dice addio. Chris e Matt continuano a discutere, ma Anna stanca di essere trattata come un oggetto di entrambi, rivela il suo passato: di come fosse fuggita dagli abusi dei parenti della madre per poi finire a fare la prostituta in una casa di piacere a New York e non l'infermiera come aveva detto al padre. Matt, furibondo, va a ubriacarsi per dimenticarla, mentre il padre di Anna esce anch'esso per ubriacarsi per poi ritornare sulla chiatta. Anna, addolorata, ha già la valigia pronta per fuggire, ma Matt ubriaco fa ritorno alla chiatta e le fa promettere sul rosario della madre di non amare altro uomo al di fuori di lui. Così Anna perdona i due uomini e tutti e tre si mettono in viaggio per il Sudafrica.

## Produzione
Il film fu prodotto dalla Metro-Goldwyn-Mayer. Venne girato negli studi MGM al 10202 di W. Washington Blvd. a Culver City con un budget stimato di 376.000 dollari. La produzione durò dal 14 ottobre al novembre 1929.

## Distribuzione
Distribuito dalla Metro-Goldwyn-Mayer, il film uscì nelle sale cinematografiche USA il 21 febbraio dopo una prima tenuta a Los Angeles il 22 gennaio 1930. Al botteghino, la pellicola incassò solo negli USA 1.013.000 dollari. Nel resto del mondo, 486.000 dollari.
In Italia venne distribuito nel marzo del 1931, ammutolito e con l'aggiunta di didascalie in italiano su ordine della censura, che permise di salvare del sonoro originale soltanto un grido della Garbo. Venne doppiato per la prima volta in italiano soltanto nel 1983, quando la Rai dedicò all'attrice svedese un ciclo di undici suoi film.

## Citazioni
Il film viene citato nel documentario The Silent Feminists: America's First Women Directors del 1993.